# Ginalloa
- Commons
- Wikispecies

Ginalloa é um género botânico pertencente à família Santalaceae.